# Micropsectra contracta
Micropsectra contracta är en tvåvingeart som beskrevs av Reiss 1965. Micropsectra contracta ingår i släktet Micropsectra och familjen fjädermyggor. Arten är reproducerande i Sverige. Inga underarter finns listade i Catalogue of Life.